# Петко Колчевски
Петко Минков Колчевски е български офицер, генерал-майор.

## Биография
Роден е на 21 март 1922 г. в Троян. От 1937 г. е член на РМС, а от 1943 г. – на БКП. Между септември 1936 и октомври 1941 г. учи в гимназията в Троян. Активен участник в дейността на РМС в гимназията. В периода октомври 1941 – юни 1944 г. учи във Висшето търговско училище (днес Стопанска академия „Димитър А. Ценов“) в Свищов. През 1942 г. е арестуван по обвинение в запалване на снопи, но е освободен. Член на ръководството на РМС на курса си. Между 1943 и 1944 г. основава организации на РМС в селата Калейца, Кнежа, Бели Осъм, Чифлик и Балабанско. След разкриването на някои от организациите през юни 1944 г. минава в нелегалност. Осъден е на смърт задочно. Става партизанин в партизански отряд „Христо Кърпачев“.
След 9 септември 1944 г. постъпва в гвардейска дружина като доброволец. През февруари 1945 г. е освободен по искане на Окръжния комитет на БКП и е назначен за инструктор в Околийския комитет на БКП в Троян. От февруари до май 1945 г. е член на комитета. Между май 1945 и януари 1946 г. е заместник-командир по политическата част на девети дивизионен разузнавателен дивизион в Севлиево. От януари до октомври 1946 г. учи съкратен курс във Военното училище в София. След това до март 1948 г. е заместник-командир по политическата част на четвърти пехотен плевенски полк. Същевременно е партиен секретар на заместник-командирите от Плевенския гарнизон. В периода март 1948 – януари 1949 г. е началник на секция в Оперативното управление на Генералния щаб. Между януари 1949 и декември 1951 г. учи във Военната академия „Фрунзе“ в СССР. От януари 1952 г. е последователно старши помощник-началник на Оперативния отдел в Оперативното управление, заместник-началник на отдела, временно изпълняващ длъжността началник на отдела и началник на отдела. От 8 октомври 1962 г. е член на Военния съвет на Гранични войски.
Награждаван е с орден „Народна република България“ – II ст. (Указ № 600 от 24.ІІІ.1972 г.).

## Образование
- Средно гимназиално образование, Троян (септември 1936 – октомври 1941)
- Висше търговско училище, Свищов (октомври 1941 – юни 1944), семестриално
- Военно училище, София (януари – октомври 1946)
- Военна академия „Фрунзе“, СССР (януари 1949 – декември 1951)
- Академия на Генералния щаб на армията на СССР „Климент Ворошилов“, СССР (1955 – ?)